# 罗斯里多比
罗斯里多比（1932年3月18日—1950年3月2日）是一位来自诗巫的砂拉越民族主义者，当时该州是处于英国殖民地时期。
他是砂拉越反让渡运动活跃组织「13支柱」（Rukun 13）的成员领袖，这是一个由13名马来青年运动分子所组成的秘密会社，对砂拉越的英国殖民政府官员进行暗杀。罗斯里因1949年刺杀殖民地砂拉越第二任总督邓肯·乔治·斯图尔特（Duncan George Stewart）而闻名，而最终也被判死刑。他在砂拉越被视为独立英雄。
1975年，时任马来西亚教育部长马哈迪·莫哈末为纪念他的牺牲，将诗巫中学改名为罗斯里多比中学，并一直沿用至今。1996年3月2日，罗斯里多比的遗骸被迁葬诗巫回教堂草场，而原有的那块墓碑，则置放在古晋的砂拉越回教博物馆门口草场。